# Conradin Cathomen
Conradin Cathomen, né le 2 juin 1959 à Laax, est un skieur alpin suisse, qui a mis fin à sa carrière sportive en décembre 1987, à la suite d'une chute et d'une fracture de l'avant bras dans la descente d’entraînement de Val-d'Isère.

## Palmarès

### Jeux olympiques
| Épreuve / Édition | Descente | Géant | Slalom |
| JO 1984 Sarajevo  | 14e      | —     | —      |

### Championnats du monde
| Épreuve / Édition        | Descente | Géant | Slalom | Combiné |
| Mondiaux 1982 Schladming | Argent   | —     | —      | 24e     |
| Mondiaux 1985 Bormio     | 8e       | —     | —      | —       |

### Coupe du monde
- Meilleur résultat au classement général : 14e en 1983
  - 2 victoires : 2 descentes

#### Différents classements en coupe du monde
| Saison / Épreuve | Saison / Épreuve | Général | Général | Descente | Descente | Combiné | Combiné |
| ---------------- | ---------------- | ------- | ------- | -------- | -------- | ------- | ------- |
| Saison / Épreuve | Saison / Épreuve | Class.  | Points  | Class.   | Points   | Class.  | Points  |
| 1981             | 1981             | 50e     | 24      | 19e      | 24       | -       | -       |
| 1982             | 1982             | 28e     | 46      | 12e      | 46       | -       | -       |
| 1983             | 1983             | 14e     | 100     | 2e       | 92       | 23e     | 8       |
| 1984             | 1984             | 37e     | 43      | 13e      | 43       | -       | -       |
| 1985             | 1985             | 35e     | 50      | 12e      | 50       | -       | -       |
| 1986             | 1986             | 69e     | 17      | 27e      | 17       | -       | -       |
| 1987             | 1987             | 63e     | 12      | 21e      | 12       | -       | -       |

#### Détail des victoires
| Saison / Épreuve | Descente                     | Total |
| 1983             | Val Gardena I Val d'Isère II | 2     |
| Total            | 2                            | 2     |

### Arlberg-Kandahar
- Meilleur résultat : 2e place dans la descente 1982 à Garmisch